# Турнір пам'яті Валерія Лобановського 2015
Турнір пам'яті Валерія Лобановського 2015 — дванадцятий офіційний турнір пам'яті Валерія Лобановського, що пройшов у Києві з 2 по 3 червня 2015 року. У турнірі брали участь чотири молодіжні збірні віком до 21 року.

## Відновлення турніру
Попередній турнір у 2014 році спочатку за планом мав пройти у Донецьку за участі молодіжних збірних Італії та Чехії, але не відбувся через початок війни на Донбасі.
Після цього турнір вирішили повернути до Києва, а в учасниках, крім двох збірних України (U-21 та U-20), мали зіграти команди Ірану (U-20) та Молдови (U-21). Однак в останній момент іранці відмовились від участі у турнірі, і він був повністю скасований.

## Учасники
У турнірі брали участь чотири збірні:
- Україна (U-21) (господарі)
- Греція (U-21)
- Молдова (U-21)
- Словенія (U-21)

## Регламент
Кожна з команд стартувала з півфіналу, переможці яких виходили до фіналу, а клуби, що програли зіграли матч за 3-тє місце.

## Матчі

### Півфінали
| 2 червня 2015 15:00 |

| Словенія (U-21)                                               | 3:0      | Греція (U-21) |
| ------------------------------------------------------------- | -------- | ------------- |
| Лука Захович 28' (пен.) Руді Ванцаш-Пожег 83' Ален Ожболт 89' | Протокол |               |

| «НТК ім. Баннікова» (Київ) Арбітр: Сергій Бойко (Україна) |

Словенія: Забрет (к) — Крефл, Балковец (Ванцаш-Пожег, 67), Станкович, Капун (Піхлер, 76), Хотич (Векич, 86), Шпорар (Ожболт, 67), Ейюп, Шме, Захович (Кастравец, 67), Кривчич (Бенедичич, 76)
Греція: Гекас — Вурос, Папуцояннопулос (Циліанідіс, 71), Рісваніс, Гутас (к) (Цанетопулос, 71), Сунас, Мігас (Кутріс, 63), Андреопулос (Сіопіс, 71), Масурас (Альбаніс, 63), Харісіс (Гронтіс, 81), Якумакіс (Іоаннідіс, 63)
| 2 червня 2015 17:00 |

| Україна (U-21)                                                                                            | 5:0      | Молдова (U-21) |
| --- | -------- | -------------- |
| Андрій Блізніченко 11' Денис Безбородько 33' Іван Петряк 48' Дмитро Мишньов 50' (пен.) Богдан Мишенко 59' | Протокол |                |

| «Динамо» ім. В. Лобановського (Київ) Арбітр: Іван Бондар (Україна) |

Україна: Бущан (Шеремета, 46) — Мірошніченко (Петько, 46), Азацький, Дуць (Сваток, 46), Мігунов (Філімонов, 46), Чачуа (Гвілія, 46), Іванісеня (Мишньов), Юрченко (к) (Жураховський, 46), Гринь (Данченко, 25; Мишенко, 54; Хльобас, 60), Блізніченко (Петряк, 46), Безбородько (Барілко 54)
Молдова: Аврам — Свинаренко (Дулгієр, 65), Влас, Рошка, А. Макрицький (Граур, 55), Белевський (Дамашкан, 61), В. Макрицький (Рогак, 55), Семіров (Кирлан, 61), Чофу

### Матч за 3-тє місце
| 3 червня 2015 15:00 |

| Греція (U-21)            | 2:0      | Молдова (U-21) |
| ------------------------ | -------- | -------------- |
| Нікос Іоаннідіс 37', 58' | Протокол |                |

| «НТК ім. Баннікова» (Київ) Арбітр: Микола Балакін (Україна) |

Греція: Хутесіотіс (Гекас, 46) — Вурос (Мігас, 66), Папуцояннопулос (Рісванніс, 74), Сіопіс (к), Циліанідіс, Гронтіс (Сунас, 66), Іоаннідіс (Якумакіс, 74), Цанетопулос, Андреопулос (Харісіс), Альбаніс (Масурас, 66), Кутріс
Молдова: Чеботарь — Граур, А. Макрицький (Ребенда, 46), Чофу (Спатару, 80), Андронік (Влас, 85), Урсу, В. Макрицький (к), Рогак, Белевський, Семіров (Кирлан, 85), Дамашкан

### Фінал
| 3 червня 2015 17:00 |

| Україна (U-21)      | 1:1 (5:6 пен.) | Словенія (U-21)  |
| ------------------- | -------------- | ---------------- |
| Владлен Юрченко 29' | Протокол       | Лука Захович 77' |

| «Динамо» ім. В. Лобановського (Київ) Арбітр: Євген Арановський (Україна) |

Україна: Бущан (Шеремета, 90+1) — Мірошніченко, Сваток, Дуць, Мігунов (Петько, 72), Чачуа (Іванісеня, 80), Гвілія (Мишньов, 46), Петряк (Данченко, 80), Блізніченко, Юрченко (к), Хльобас (Безбородько, 46)
Словенія: Цотман — Горенц-Станковіч (Кривічіч, 65), Байріч, Крайнц (к), Піхлер (Шпорар, 46), Балковец (Крефл, 46), Бенедичіч (Заховіч, 46), Шме, Ванцаш-Пожег (Векіч, 90+5), Кастревец (Хотіч, 46), Ожболт (Капун, 46)

## Переможець

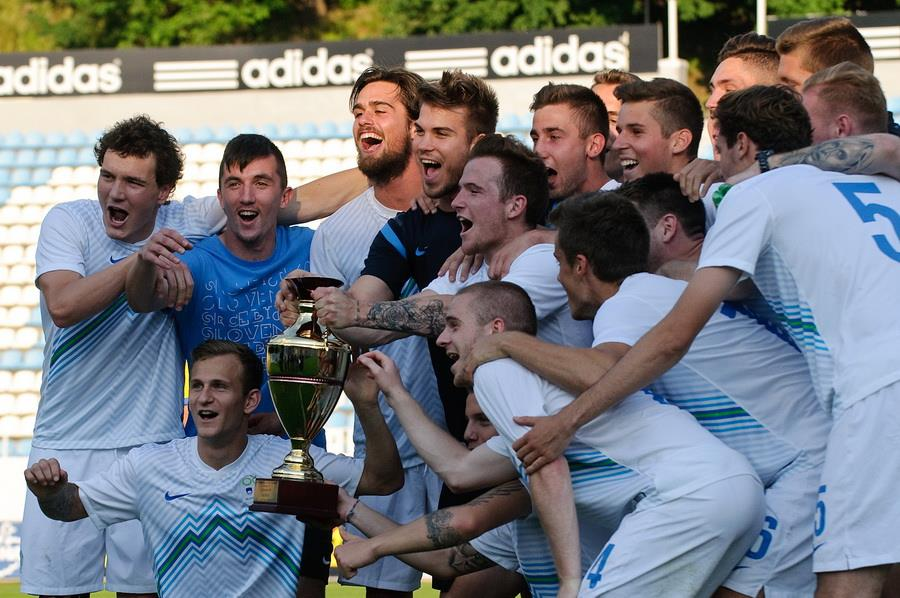
Переможці турніру — молодіжна збірна Словенії з трофеєм

| Володар Кубка Лобановського |
| --------------------------- |
| Словенія (U-21) 1-й титул   |

## Склади

### Україна

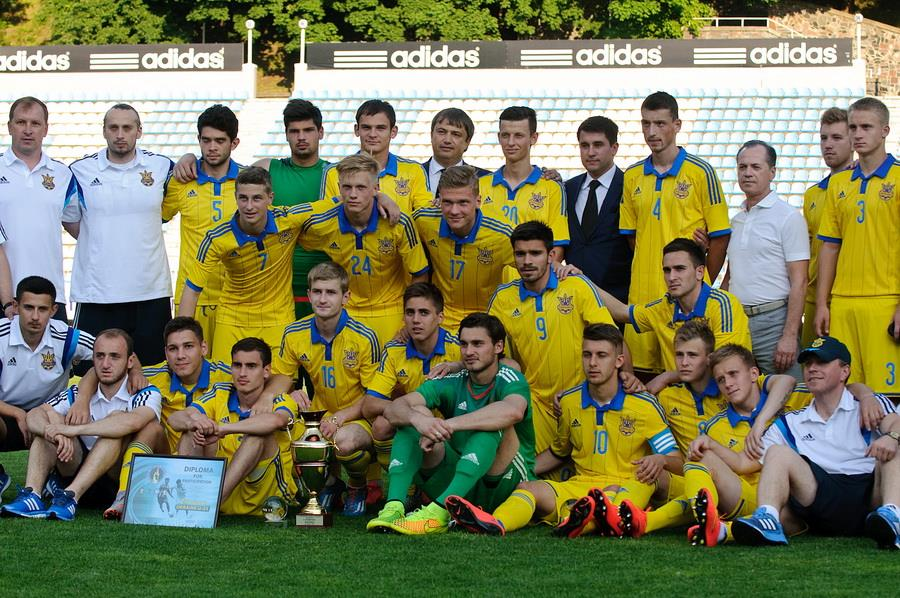
Фіналісти турніру — молодіжна збірна України

Воротарі: Бущан (Динамо-2), Шеремета (Металург З), Пеньков (Металург Д);
Захисники: Дуць (Шахтар), Азацький (Динамо), Болденков (Динамо-2), Сваток (Дніпро), Мігунов (Дніпро), Петько (Чорноморець), Мірошніченко (Карпати), Мишенко (Металург Д);
Півзахисники: Юрченко (Баєр 04), Фаворов (Оболонь-Бровар), Блізніченко (Дніпро), Мишньов (Іллічівець), Петряк (Зоря), Філімонов (Чорноморець), Данченко (Чорноморець), Гвілія (Металург З), Жураховський (Металург З), Іванісеня (Шахтар-3), Чачуа (Карпати);
Форварди: Хобленко (Динамо-2), Безбородько (Шахтар), Барілко (Металіст), Хльобас (Говерла), Гринь (Іллічівець).